# Epinephelus undulatostriatus
Epinephelus undulatostriatus és una espècie de peix de la família dels serrànids i de l'ordre dels perciformes.

## Morfologia
Els mascles poden assolir els 61 cm de longitud total.

## Distribució geogràfica
Es troba a Austràlia (des del sud de Queensland -Gran Barrera de Corall- fins a Nova Gal·les del Sud).